# マークス・ヴァイセンベルガー
マークス・ヴァイセンベルガー（ドイツ語: Markus Weissenberger、1975年3月8日 - ）は、オーストリア出身の元同国代表サッカー選手。ポジションはミッドフィールダー。

## 経歴
ドイツ・ブンデスリーガで10年近くレギュラーとして活躍しているベテランMF。小柄な身体だが、豊富な運動量と戦術眼で145試合で17ゴール＆29アシストを記録している。24歳でオーストリア・ブンデスリーガに属するLASKリンツよりドイツ・ブンデスリーガのアルミニア・ビーレフェルトへ移籍。攻撃力の高いMFとしてレギュラーに定着し、以降は1860ミュンヘンでもプレー。2004年よりアイントラハト・フランクフルトで活躍、今シーズンでも15試合に出場、4アシストを記録、出場時間が短くても結果を残せる選手として高い評価を得ている。

## 所属クラブ
- LASKリンツ 1995-1999
- アルミニア・ビーレフェルト 1999-2001
- TSV1860ミュンヘン 2001-2004
- アイントラハト・フランクフルト 2004-2008
- LASKリンツ 2008-